# زیمونه تومالا
زیمونه تومالا (انگلیسی: Simone Thomalla؛ زادهٔ ۱۱ آوریل ۱۹۶۵) هنرپیشه اهل آلمان است.